# Veronica contandriopouli
Veronica contandriopouli är en grobladsväxtart som beskrevs av Quezel och Contandr.. Veronica contandriopouli ingår i släktet veronikor, och familjen grobladsväxter. Inga underarter finns listade i Catalogue of Life.